# Bizerte Nord (délégation)
Bizerte Nord est une délégation tunisienne dépendant du gouvernorat de Bizerte.
En 2004, elle compte 75 234 habitants dont 38 247 hommes et 36 987 femmes répartis dans 19 240 ménages et 24 081 logements.
L'archipel de La Galite est rattaché à la délégation.